# M60 (танк)
М60 «Patton» (англ. 105 mm Gun Full Tracked Combat Tank M60) — американский основной боевой танк, разработанный в 1957—1959 годах на основе среднего танка М48.
M60, неоднократно модернизируясь, производился в США c 1960 по 1980 год, по лицензии в Италии до 1987 года, массово экспортировался и имел множество различных модификаций.

## История создания

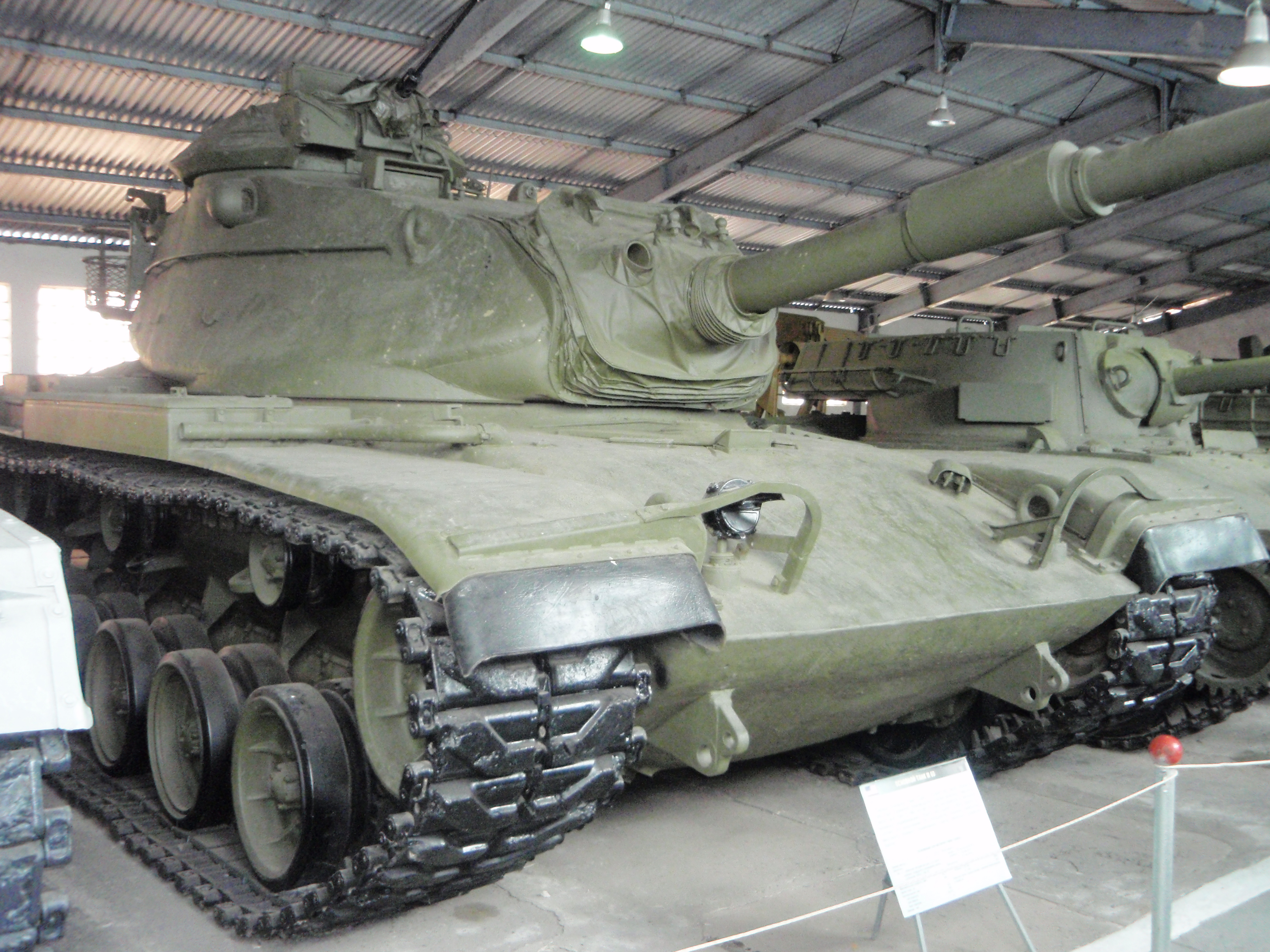
М60 в Бронетанковом музее в Кубинке. Трофей войны Судного дня

М60 стал развитием основного танка М48 и отличался от него, главным образом, вооружением. Была изменена форма носовой части корпуса и конфигурация башни, увеличена толщина брони в наиболее уязвимых местах; корпус и башня танка — литые; 105-мм пушка английской конструкции снабжена эжектором, в боекомплект входят подкалиберные снаряды с отделяющимся поддоном, с пластическим взрывчатым веществом, кумулятивные и осколочно-фугасные; механизмы наведения пушки и поворота башни — электрогидравлические с ручным дублированием.
На танке установлен прицел-дальномер и баллистический вычислитель. Ходовая часть и подвеска остались такими же, как и на М48, но с некоторыми улучшениями — так, опорные и поддерживающие катки и ведущие колёса изготовлены из алюминиевого сплава. М60 оснащён дизельным двигателем (впервые на послевоенном американском танке), гидромеханической силовой передачей, системой запуска двигателя при низких температурах, а также оборудованием для преодоления брода глубиной до 3,5 метра.
На танке применена автоматическая система противопожарного оборудования, он оборудован приборами ночного видения и ночным прицелом. У водителя имеется инфракрасный перископ, подсветка которого производится фарами, установленными на лобовом листе корпуса.
С 1960 года состоит на вооружении США и Италии, а также Израиля, Египта, Ирана, Саудовской Аравии, Иордании, Австрии. Небольшое количество машин (примерно 10 единиц), было поставлено Корпусу морской пехоты США во Вьетнам в 1968 году, в качестве испытаний.
Всего было изготовлено более 15 000 машин этой модели, из которых свыше 9000 к началу 1990 года состояло на вооружении в американской армии. Незначительное количество (менее 100 машин) приобрели Бахрейн, Йемен, Оман, Судан, Тайвань, Тунис.

## Серийное производство и дальнейшее развитие

### Задействованные структуры
К разработке и производству основных узлов и агрегатов танков всех модификаций были привлечены следующие коммерческие структуры:
- Бронекорпус и башня — Chrysler, Детройт, Мичиган;
- Двигатель — Continental Motors → Teledyne Continental Motors, Маскигон, Мичиган;
- Трансмиссия — General Motors, Allison Division, Индианаполис, Индиана.

Все контракты с перечисленными выше производителями были заключены с твёрдо фиксированной ценой (FFP). Кроме перечисленных, в процессе производства и при выполнении сопряжённых работ были задействованы:
- Системный инжиниринг, технический менеджмент — System Development Corporation, Санта-Моника, Калифорния[4];
- Регламентное обслуживание — General Dynamics Land Systems, Трой, Мичиган[5];
- Командирская башенка — AAI Corporation[англ.], Кокисвилл, Мэриленд[6];
- Система виброконтроля — Robinson Aviation → Robinson Technical Products, Тетерборо, Нью-Джерси[7];
- Прицельные приспособления — Hughes Aircraft, Эль-Сегундо, Калифорния[8];
- Тепловизионные приборы — Texas Instruments, Даллас, Техас.[8]

## Модификации

### ДляСВиКМПСША
- M60 — Самая первая серийная модификация, оснащавшаяся двигателем Continental AVDS-1790-2A. На танки этого типа устанавливалась башня T95E5 с орудием М68. У машин раннего выпуска не было командирской башенки.
  - M60E1 — М60 с башней Т95Е7 от М60А1, существовал только в виде прототипов.
- М60А1 — Вторая серийная модификация, производившаяся с 1962 по 1980 год. Удлинена кормовая часть корпуса, её броня составила 109 мм. Установлена башня Т95Е7. На новой башне увеличены углы наклона и толщина лобовых деталей, что усилило защищённость до 254 мм. Установлена командирская башенка, вращающаяся на 360°. По её периметру расположены восемь стеклоблоков, обеспечивающих круговой обзор. В передней части смонтированы перископический прицел (может заменяться ИК прицелом) и 12,7-мм пулемёт. Для вождения ночью устанавливается ИК-прибор. Масса увеличилась до 52,6 т. Танк оснащён новым двигателем AVDS-1790-2A TLAC, рентгенометром, автоматической системой противопожарного оборудования, обогревателем воздуха, радиостанцией, танковым переговорным устройством и подающей очищенный воздух членам экипажа фильтровентиляционной установкой.
- М60А1 AOS (Add-On Stabilization, добавление стабилизации) — производившийся с 1972 года вариант М60А1 со стабилизатором для орудия и новым спаренным пулемётом М219.
  - М60А1 AOS+ — М60А1, доведённые до уровня М60А1 AOS и получившие траки со съёмными асфальтоходными подушками T142.
- M60A1 RISE (Reliability Improvement Selected Equipment, улучшение надёжности отдельного оборудования) — пакет модернизации для M60A1, куда входили нововведения от M60A1 AOS, а также новый двигатель AVDS-1790-2C, улучшение проводки в корпусе и замена траков на T142 со съёмными асфальтоходными подушками.
  - M60A1 RISE+ — М60А1 RISE с новым орудием М68Е1 и спаренным пулемётом М240С к нему, а также ПНВ для командира.
  - M60A1 RISE Passive — пакет модернизации М60А1 RISE для КМП США, куда входила установка двигателя AVDS-1790-2D RISE с ТДА VEESS, кевларового противоосколочного подбоя башни и ОПВТ. На поздние машины этой модификации также устанавливалась динамическая защита ERA в контейнерах М2.
- M60A1E1 — экспериментальные машины на базе М60Е1 с пушкой - пусковой установкой XM81 в башне T95E7 Type A. Всего построено 3 единицы.  Боевая масса — 57 тонн, запас хода — 450 км. Проходил испытания на полигоне Форт-Нокс, Кентукки.
  - M60A1E2 — прототип танка М60А2 Starship, представлявший собой корпус М60А1 пушкой - пусковой установкой M81E13 в башне T95E7 Type B.
  - M60A1E3 — M60A1E2 с установленной в башню T95E7 Type B пушкой М68 от М60А1.
  - M60A1E4 — M60A1 с необитаемой башней T95E7 Type С. Существовал только в виде макета.
- M60A2 — серийное обозначение M60A1E2 с траками T142 со съёмными асфальтоходными подушками. Выпускался в период с 1972 года по 1974 год, всего построено 526 штук. Вооружался стабилизированной в двух плоскостях пушкой - пусковой установкой M81E13 (серийное обозначение M162), способной использовать как снаряды, так и ПТРК MGM-51 Shillelagh. Оснащался СУО Ford Aerospace M51, включавшей лазерный прицел-дальномер и электронный баллистический вычислитель.
- M60A3 — модификация M60A1 RISE с термозащитным кожухом пушки, а также новой СУО, куда входили лазерный прицел-дальномер, баллистический вычислитель М21, датчик ветра, а также дымовыми гранатомётами на крыше башни и прибором ночного вождения у механика-водителя.
  - M60A3 TTS (Tank Thermal Sight, танковый тепловизор) — выпускавшаяся с 1978 года модернизация для М60А3, включавшая в себя установку трубчато-стержневой подвески, бесподсветочных ПНВ командира и наводчика Raytheon AN/VSG-2, автоматических системы пожаротушения и новых сидений. Все остававшиеся на вооружении к 1985 году ранние танки М60 ВС США были доведены до этого уровня.
  - М60АЗ ERA (Explosive Reactive Armor, динамическая защита) — производившаяся непродолжительный период с 1988 года модернизация М60А3 с  динамической защитой ERA в 42 контейнерах М2, из-за чего масса возросла до 54,5 тонн. Всего переоборудовано 170 танков.
- M60AX — прототип модернизации М60А3 Национальной гвардии США с доведением их примерно до уровня М1 Abrams, совместно созданный General Dynamics и Teledyne[англ.]. Машина получила пакет дополнительного навесного бронирования, двигатель Continental CR-1790-1B с трансмиссией Renk RK 304 и орудийную систему от M60A1 RISE+. Построен в единственном экземпляре.
- M60-2000/120S — построенный в 2001 году General Dynamics Land Division гибрид М60А3 с башней M1A1 Abrams.
- Super M60 — пакет модернизации для M60A1 от Teledyne Continental. Предполагал установку орудия M68A1 новых двигателя и трансмиссии Allison, а также брони Chobham на башню. Построен 1 прототип.

### Экспортные и зарубежные
- E60 — экспортное обозначение М60.
  - E60A — экспортное обозначение M60A1.
  - E60B —  экспортное обозначение M60A3. Часть проданных Израилю E60B не были оборудованы командирской башенкой.
- Raytheon M60A3 SLEP —  пакет модернизации M60A1 и M60A3, включающий в себя установку швейцарской 120-мм пушки RUAG CTG с полностью цифровой СУО и автоматом заряжания, повышением бронирования корпуса и башни до уровня STANAG VI и новый двигатель.

#### Израиль
- Магах 6 — израильская доработка М60 и М60А1 с башней «Урдан» и динамической защитой Blazer. Существует в 9 вариантах.
- Магах 7 — израильская доработка М60А1 и М60А3, включающая в себя установку двигателя Continental AVCR-1790-5A, СУО «Галь» от фирмы Elbit Systems. Существует в 4 вариантах.

#### Турция
- M60T Sabra Mk I — совместная израильско-турецкая доработка M60A1 и М60А3 от фирм ROKETSAN и Israel Military Industries, включающая в себя установку двигателя AVCR-1790 и новую трансмиссию Allison CD850-6BX. Машины позднего выпуска также имеют навесную защиту Orlite. Всего произведено 450 пакетов модернизации.
  - M60T Sabra Mk II — производившаяся с 2008 по 2010 года модернизация турецких M60A3, улучшенных до уровня M60T Sabra Mk I. Машины получили новое 120-мм орудие IMG251-LR с СУО Elbit Knight, новую систему поворота башни, а также улучшение бронирования путём установки навесного бронирования SLAT на башню и динамической защиты Blazer на корпус. Двигатель заменён на RENK MTU 881 с трансмиссией RENK 304S и пружинной подвеской от Меркава Mk.IV.
  - M60T Sabra Mk III — Mk II с доработанным бронированием башни и системой предупреждения об облучении. Почти все турецкие М60 Sabra доведены до этого уровня.
- FIRAT-M60T (TİYK-M60T) — разработанный Aselsan пакет модернизации M60T Sabra Mk III, включающий в себя тепловизор командира, СУО Volkan-M, КАЗ Aselsan PULAT и дистанционно управляемый боевой модуль SARP. 149 танков было модернизировано с 2020 по 2021 года.

#### Иран
- Зульфикар — модернизация M60A1 c установкой словенской CУО EFCS-3, орудия 2A46 и автомата заряжания от танка Т-72С[9]. 
  - Зульфикар-3 — доработанный вариант «Зульфикар» с установкой динамической защиты местной разработки, системы предупреждения об облучении, новой СУО и лазерного дальномера. 100 танков должны быть доработаны с ранней версии, 600 планируется произвести с нуля.
- Самсам — модернизация M60A1 с установкой динамической защиты, СУО EFCS-3, системы предупреждения об облучении и дымовых гранатомётов. Произведено около 50 единиц.

#### Испания
- M60A3E1 Cristobita — доработка М60А3 путём установки новой СУО, навесного бронирования и улучшения трансмиссии. Существовал в виде прототипа.

#### Тайвань
- CM-11 Brave Tiger — М60А3 TTS с башней M48A3 с СУО от М1A1 Abrams и орудием М68. Построено 450 единиц.
- M60A3 Update — разработанная Elbit Systems для Тайваня модернизация М60А3 TTS путём установки орудия MG251 с СУО Elbit Knight, системы предупреждения об облучении и тепловизора командира. Планируется произвести 40 танков.

#### Таиланд
- M60 TIFCS — программа модернизации М60А1, путём установки двигателя AVDS-1790-2 с трансмиссией RENK 304-S и орудия MG253 с СУО Elbit Knight c комплексом управляемого вооружения LAHAT, а также КАЗ Iron Fist.

#### Иордания
- M60 Phoenix — пакет модернизации М60А3 от King Abdullah II Design And Development Bureau. Включает в себя установку швейцарской 120-мм пушки RUAG CTG с новой СУО, систему РЭП, систему предупреждения об облучении, динамическую защиту и новый двигатель от General Dynamics. Всего модернизировано 180 танков.

#### Италия
- Leonardo M60A3 SLEP — пакет модернизации М60А3 от Leonardo DRS, включающий в себя установку полностью цифровой СУО, нового двигателя и навесного бронирования башни.

#### Украина
- M60A3-84 — украинский проект модернизации американского основного боевого танка M60A3, разработанный в начале 2000-х годов на ХКБМ. На танк предполагалось установить сварную башню со 120-мм орудием, моторно-трансмиссионное отделение с двигателем 6ТД-2 и некоторые другие узлы и системы от танка Т-84-120 «Ятаган». В 2013 году ХКБМ предлагало дооборудовать танк комплексом динамической защитой («Нож» или «Дуплет»), комплексом активной защиты «Заслон» и комплексом оптико-электронного противодействия «Варта». Так как заказов на модернизацию не было - танк не выпускался.

## Конструкция
M60 имеет классическую компоновку, с расположением отделения управления в лобовой, боевого отделения — в средней и моторно-трансмиссионного отделения — в кормовой части танка. Экипаж танка состоит из четырёх человек: механика-водителя, чьё место располагается в отделении управления по продольной оси танка, командира и наводчика, располагающихся в башне с правой стороны, и заряжающего, чьё место находится по левой стороне башни.

### Вооружение

#### Боеприпасы и баллистика
| Боеприпасы пушки M68                                            |                                     |                    |                    |                   |                                                          |                     |                       |                                                |                           |                            |
| Тип снаряда                                                     | Марка снаряда                       | Длина выстрела, мм | Масса выстрела, кг | Масса снаряда, кг | Масса ВВ, г                                              | Марка взрывателя    | Дульная скорость, м/с | Дальность прямого выстрела по цели высотой 2 м | Страна разработки         | Год принятия на вооружение |
| бронебойный подкалиберный с отделяющимся поддоном, трассирующий | APDS-T M392 / M392A2 Shot           | 838                | 18,57              | 5,78              | —                                                        | —                   | 1478                  |                                                | Великобритания            | 1961 / н/д                 |
| бронебойный подкалиберный с отделяющимся поддоном, трассирующий | APDS-T M728 Shot                    | 838                | 18,89              | н/д               | 4000                                                     | —                   | 1426                  |                                                | Соединённые Штаты Америки | н/д                        |
| бронебойный подкалиберный оперённый, трассирующий               | APFSDS-T M735 Shot                  | 964                | 17,21              | 5,79              | —                                                        | —                   | 1501                  |                                                | Соединённые Штаты Америки | н/д                        |
| бронебойный подкалиберный оперённый, трассирующий               | APFSDS-T M774 Shot                  | 908                | 17,12              | н/д               | —                                                        | —                   |                       |                                                | Соединённые Штаты Америки | 1980                       |
| бронебойный подкалиберный оперённый, трассирующий               | APFSDS-T M833 Shot                  | 999                | 17,30              | н/д               | —                                                        | —                   | 1493                  |                                                | Соединённые Штаты Америки | 1983                       |
| бронебойно-фугасный, трассирующий                               | HEP-T M393A1 / M393A2 Shell         | 940                | 21,16              | 11,23             | 2850 / 3000 Composition A (A1/A2)                        | M534 (A1) M578 (A2) | 732                   |                                                | Соединённые Штаты Америки | 1965                       |
| кумулятивный оперённый, трассирующий                            | HEAT-T M456 / M456A1 / M456A2 Shell | 1006               | 21,74              | 10,15             | 970 (Composition B)                                      | M509A1              | 1173                  |                                                | Соединённые Штаты Америки | н/д / 1966 / 1980          |
| картечь, трассирующая                                           | APERS-T M494                        | 995                | 24,92              | 14,04             | 4170 (готовые стальные стреловидные поражающие элементы) | M571                | 823                   | —                                              | Соединённые Штаты Америки | 1972                       |
| дымовой, трассирующий                                           | WP-T M416 Shell                     | 940                | 20,61              | 11,40             | 2720 (белый фосфор)                                      | M534                | 732                   |                                                | Соединённые Штаты Америки | 1964                       |
| учебный подкалиберный с отделяющимся поддоном, трассирующий     | TP-T M724 / M724A1 Shot             | 838                | 20,75              | н/д               | —                                                        | —                   | 1539                  |                                                | Великобритания            | 1974                       |
| учебный подкалиберный оперённый, трассирующий                   | TPCSDS-T DM128 Shot                 | 924                | 16,58              | н/д               | —                                                        | —                   |                       |                                                | Германия                  | 1974                       |
| учебный бронебойно-фугасный, трассирующий                       | TP-T M393A1 Shell                   | 940                | 21,16              | 11,23             | —                                                        | —                   | 732                   |                                                | Соединённые Штаты Америки | н/д                        |
| учебный бронебойно-фугасный, трассирующий                       | TP-T M467 Shell                     | 940                | 21,16              | 11,23             | —                                                        | —                   | 732                   |                                                | Соединённые Штаты Америки | 1973                       |
| учебный кумулятивный оперённый, трассирующий                    | TP-T M490 Shell                     | 991                | 21,74              | 10,15             | —                                                        | —                   | 1173                  |                                                | Соединённые Штаты Америки | 1963                       |
| учебный кумулятивный, трассирующий                              | TP-T M490A1 Shell                   | 999                | 18,57              | 5,78              | —                                                        | —                   | 1173                  |                                                | Соединённые Штаты Америки | н/д                        |

| Боеприпасы пушки M162                          |                                            |                    |                    |                   |                                                                  |                  |                       |                                                |                            |
| Тип снаряда                                    | Марка снаряда                              | Длина выстрела, мм | Масса выстрела, кг | Масса снаряда, кг | Масса ВВ, г                                                      | Марка взрывателя | Дульная скорость, м/с | Дальность прямого выстрела по цели высотой 2 м | Год принятия на вооружение |
| управляемая ракета                             | MGM-51C                                    | н/д                | 27,86              | 27,86             |                                                                  |                  |                       | —                                              |                            |
| кумулятивно-осколочный оперённый, трассирующий | HEAT-T M409 / M409A1 / M409A2 Shell        | 686                | 22,56              | 19,39             | 2850 (Composition B)                                             | M539 или M539A1  | 683                   |                                                | н/д / н/д / 1976           |
| Осколочно-фугасный, трассирующий               | HE-T M657 Shell                            | 625                | 22,65              | 19,52             | 4300 (тротил)                                                    | M720             | 683                   |                                                | 1972                       |
| картечь                                        | Canister M625 / M625A1                     | 488                | 21,74              | 18,94             | 6885 (10 000) готовых стальных стреловидных поражающих элементов | —                | 683                   |                                                | н/д / 1972                 |
| учебная управляемая ракета                     | MGM-51T                                    | н/д                | 27,86              | 27,86             | —                                                                | —                |                       | —                                              |                            |
| учебный, трассирующий                          | TP-T M411 / M411A1 / M411A2 / M411A3 Shell | 678                | 22,56              | 19,39             | —                                                                | —                | 683                   |                                                | 1972                       |

## Машины на базе M60
- M60 AVLB (Armored Vehicle Launched Bridge, мост, устанавливаемый с бронемашины) — танковый мостоукладчик на базе М60A1.
  - M60 AVLM — мостоукладчик, переоборудованный в машину разминирования с установкой M58 MICLIC.
  - M60VLPD 26/70E (Vehículo Lanzapuentes Deslizante, укладчик с раздвижным мостом)  — испанский вариант мостоукладчика с мостом Leguan.
  - M60 Tagash (Tank Gesher, танк с мостом) — израильский вариант мостоукладчика с новым двигателем и мостом Tzmed.
- XM1060 ROBAT (Robotic Obstacle Breaching Assault Tank, роботизированный штурмовой танк преодоления препятствий) — прототип дистанционно управляемой машины разминирования на базе М60А3 без башни. На танк были установлены минный трал М1 MRCS и 2 набора разминирования М147 LCFK. Проект был закрыт в 1988 году.
- M60 Panther MDCV (Mine Detection and Clearing Vehicle, машина поиска и уничтожения мин) — вариант машины разминирования на базе М60А3 без башни с тралами Pearson LWMR. Танк управлялся по телекамере Standardized Teleoperation System из отдельной машины. Всего переоборудовано 6 единиц. Принимали участие в Миссии НАТО в Боснии и Герцеговине.
- M88 ARV — БРЭМ на базе М60А1 и М60А3, существует в 3 вариантах.
  - T88 — прототип на базе М60.
- Al-Monjed — иорданская БРЭМ на базе M60A1 RISE с двигателем AVDS-1790-2DR. Башня заменена надстройкой с поворотным краном, спереди установлен бульдозерный отвал. Произведено 82 единицы.
- M728 Combat Engineer Vehicle — боевая инженерная машина на базе М60 с А-образным краном, бульдозерным отвалом и 165-мм орудием низкой баллистики М135. Существует в 2 вариантах, суммарно выпущено 274 штуки.
  - T118E1 — прототип на базе Т95.
- M60CZ-10/25E Alacran — испанская боевая инженерная машина на базе М60А1 RISE с бульдозерным отвалом и обратной лопатой в башне. Всего выпущено 38 единиц.
- QM60 — американское обозначение танков-мишеней М60А1.

## На вооружении
Современные:
- Бахрейн — 100 M60A3 (ещё 80 на хранении), по состоянию на 2023 год[13]. Приняты на вооружение в 1990 году, танки поступили двумя партиями (126 единиц в 1990 и 54 штуки в 1991).
- Босния и Герцеговина — 45 M60A3 по состоянию на 2024 год[14]. В 1996 году подарено 46 M60A3 в двух модификациях.
- Бразилия — 35 M60A3 TTS, по состоянию на 2023 год[15]. Всего в середине 1990-х закуплено 91 M60A3 TTS у США.
- Египет — 300 M60A1 и 850 M60A3, по состоянию на 2023 год[16]. В 1980-х годах закуплено 700 M60A1 из запасов МО США, ещё около 1010 заказаны у США и Австрии в 1996-2002 годах. 
  - В 1998 году 400 M60A1 модернизированы до уровня M60A3.
- Иордания — 182 M60A3, по состоянию на 2023 год[17]. 240 M60A3 получены от Национальной гвардии США в 1992-1997 годах.
  - Начиная с 2018 года, все танки в строевых частях улучшены до стандарта M60 Phoenix.
- Иран —  50 Samsam и 100-150 M60A1 по состоянию на 2023 год.[18] Изначально 455 М60А1 куплены в середине 1970-х.
- Йемен — некоторое количество M60A1 RISE остается на вооружении по состоянию на 2023 год.[19], 50 M60A1 имелось по состоянию на 2010 год[20]. Изначально 64 M60A1 RISE Passive куплены в 1978 году, ещё 186 M60A1 подарены Саудовской Аравией во второй половине 1980-х.
- Китайская Республика — 450 CM-11 Brave Tiger и 300 M60A3 TTS (из них 100 на хранении) по состоянию на 2023 год[21]
- Ливан — 10 M60A3 по состоянию на 2023 год.[22] Всего 46 штук М60А3 куплены в 2008-2009 годах, сделка была частично оплачена ОАЭ.
- Ливия — 3 M60A1 подарены Турцией правительственным войскам в 2021 году.
- Марокко — 220 M60A1 и 120 M60A3 TTS, по состоянию на 2023 год[23]. Изначально в 1981 году куплено 108 M60A1, в 1997 из запасов КМП США получено ещё 307 штук. Помимо этого, в 1994 году из резерва Армии США поставлено 120 M60A3 TTS.
- Оман — 6 M60A1 и 73 M60A3, по состоянию на 2023 год[24]. 54 M60A3 куплены между 1981 и 1987 годами, в 1990 году для усиления группировки, задействованной в войне в Персидском заливе, у США заказано 6 M60A1 RISE Passive и 19 M60A3.
- Саудовская Аравия — 370 M60A3, по состоянию на 2023 год[25]. Изначально, в 1980-1986 годах закуплено 910 M60A1 RISE. Кроме них, из запасов армии США в 1990-1992 годах получено 390 M60A3. В 1991-1994 годах около 700 M60A1 были улучшены до уровня M60A3 TTS.
- Судан — 20 M60А1 и М60А3 куплены в 1982-1983 годах, сняты с вооружения в 2014. Возвращены в строевые части после начала Гражданской войны в 2023.
- Таиланд — 53 M60A1 и 125 M60A3, по состоянию на 2023 год.[26] 53 M60A1 RISE Passive и б/у 125 M60A3 TTS куплены во второй половине 1980-х.
- Тунис — 30 M60A1 и 54 M60A3, по состоянию на 2023 год[27] В 1982-1985 годах от США в рамках военной помощи получено 54 M60A3, в 1992 дополнительно подарено 30 M60 RISE.
- Турция — 100 M60A1 (из них 50 на хранении), 650 M60A3 и 165 M60TM Firat, по состоянию на 2024 год[28]. Приняты на вооружение в 1990 году, между 1990 и 1992 годами получено 104 M60A1 RISE и б/у 658 M60A3 TTS от армии США, в 1994 году куплены ещё 170 M60A1.

Бывшие:
- Австрия — 169 M60A1 куплены у США в 1982 году и позже модифицированы до уровня М60А3. Сняты с вооружения во второй половине 1990-х, большая часть продана в Египет.
- Аргентина —  1 M60A1 куплен для изучения в 1977 году, ныне установлен как памятник в Музее вооружённых сил.
- Афганистан — 13 M60A1 RISE подарены Грецией в 2009 году.
- Греция — всего на вооружении имелось 669 М60 (357 M60A1 RISE и 312 М60А3 TTS), полученных от США в 1992 году. Списаны в 2018 году.
- Израиль — В период с 1964 года из США было поставлено 1400 танков M60 (в 1971 году были поставлены первые 150 танков)[29]. По состоянию на 2010 год оставались в резерве 711 M60/M60A1/M60A3 и 111 Магах-7[30][31]. Сняты с вооружения строевых частей в 2004 году.
- Италия — всего имели 300 танков М60А1, из которых 200 были построены по лицензии концерном OTO Melara[32] и 100 куплены из запасов ВС США. Все сняты с вооружения в начале 2000-х.
- Испания — суммарно в первой половине 1990-х для ВС Испании куплено 436 штук 3 модификаций (M60A1, M60A3 и M60A3 TTS), сняты с вооружения. Испанские М60А3 ТТS имели пулемёт MG3 вместо FN MAG.
  - Сухопутные войска — 184 M60A3 TTS, по состоянию на 2010 год[33], списание началось в 2006 году.
  - Морская пехота — 16 M60A3 TTS, по состоянию на 2010 год[34]. Списаны в 2022 году[35].
- Португалия — 101 М60А3 TTS подарены США в 1993 году, из них боеспособных 93 штуки, 3 учебных и 5 доноров запчастей. Списание прошло в 2007-2008 годах, на тот момент имелось 70 строевых танков. К 2010 году все М60 были на хранении. Разделаны на металл в 2020 году.
- США — сняты с вооружения строевых частей в 1992-1997 годах[36]. В 1994 году 14 танков M60 были утилизированы путём сброса их в океан[37]. До 2005 года использовались в учебных частях и до 2015 на вооружении Сухопутных войск оставались танки-мишени QM60[38]. КМП США на 2023 год имеет 30 мостоукладчиков M60 AVLB.
- Эфиопия — 180 M60A1 заказаны у правительства США в 1974 году. Поставки прекращены в связи с началом гражданской войны. Всего доставлено 24 танка, которые были списаны из фронтовых частей к 1979 году.

## Боевое применение

### Война Судного дня

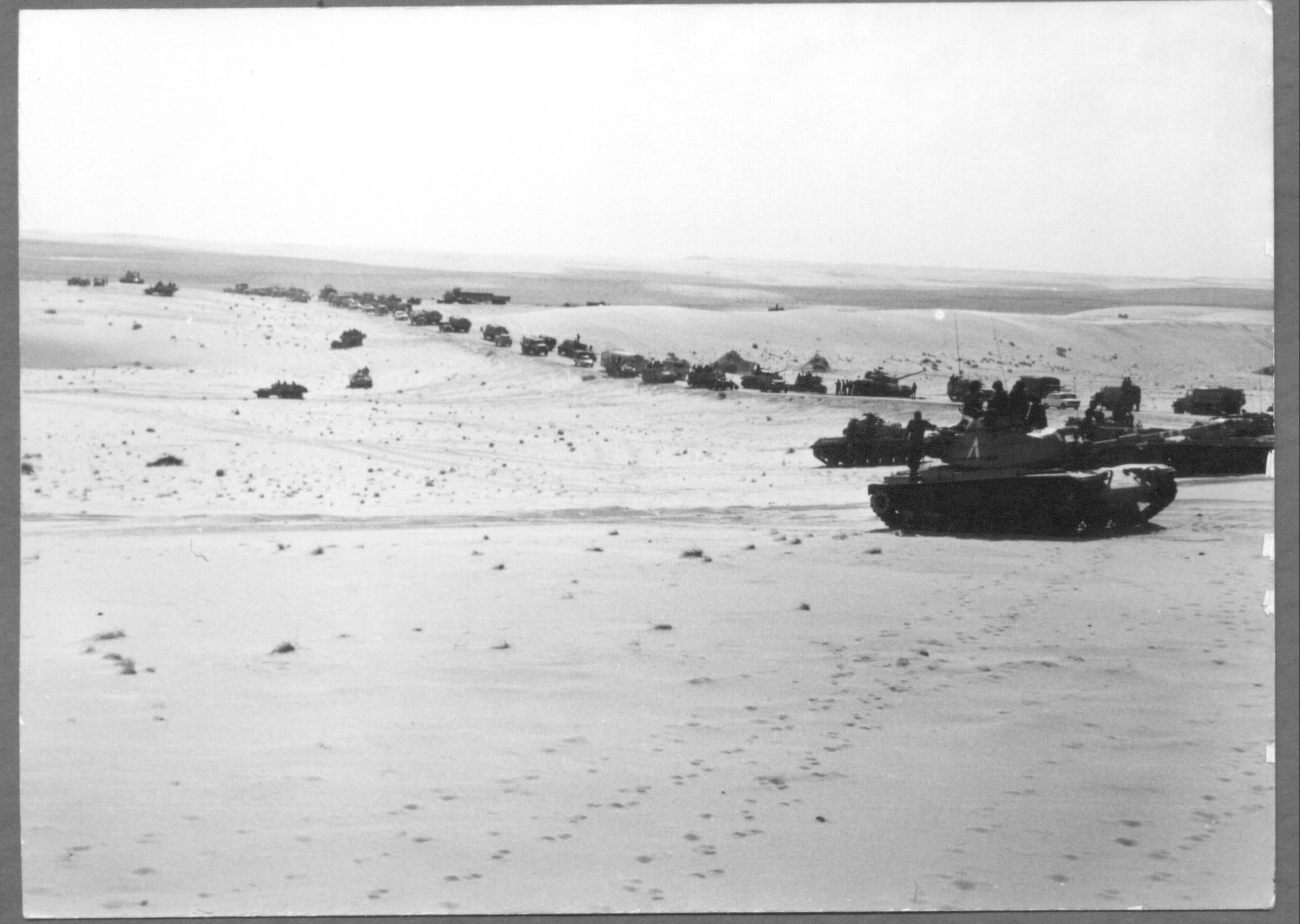
Израильские танки готовятся к контратаке

В 1970—1972 годах в Израиль было поставлено 150 новейших танков M60A1, которые были использованы во время войны Судного дня. На них были заменены спаренные пулемёты M73 на Browning M1919.
Задействованные Израилем танки M60:
- 600-я бронетанковая бригада под командованием полковника Тувии Равива (заместитель п/п-к Ехуд Бахар, 111 M60A1: 108 в батальонах и 3 командирских):
  - 407-й танковый батальон под командованием м-ра Одеда Маоза (36 M60A1).
  - 409-й танковый батальон под командованием м-ра Узи Бен-Ицхака (36 M60A1).
  - 410-й танковый батальон по командованием подполковника Амнона Мартона (36 M60A1).
- 87-й разведбатальон 143-й бронетанковой дивизии под командованием подполковника Бен-Циона Кармели (24 M60A1).
- 196-й танковый батальон 460-й бронетанковой бригады под командованием подполковника Амрама Мицны (15 M60A1 и 51 M48A3).

Иордания к началу войны также имела танки M60A1, но информации о их использовании нет.
7 октября 460-я бригада, контратаковавшая египтян понесла тяжёлые потери.
8 октября в ходе израильской контратаки был подбит танк M60 командира 87-го разведбатальона, подполковника Бен-Цион Кармели, командир погиб.
9 октября M60 600-й бригады атаковали египетские позиции в районе Телевизии. Израильские танки отбили одну атаку египетских танков (было заявлено подбитие около 35 танков), однако в ходе следующих столкновений сами попали под сосредоточенный огонь и потеряли около 30 M60 подбитыми, многие из которых были брошены (в одной из атак на египетскую оборону израильтяне за 18 минут потеряли 24 танка M60). Телевизию удалось взять лишь на небольшой промежуток времени, после чего израильтяне вынуждены были вернуться на исходные позиции. К ночи 9 октября 87-й разведбатальон нашёл брешь между 2-й и 3-й египетскими армиями, которая ранее была вскрыта американским разведчиком SR-71. 196-й и 87-й батальоны были переведены с состав 14-й бригады, которая в свою очередь была переведена в 143-ю дивизию. Таким образом все M60 далее находились в составе 143-й бронетанковой дивизии Шарона.

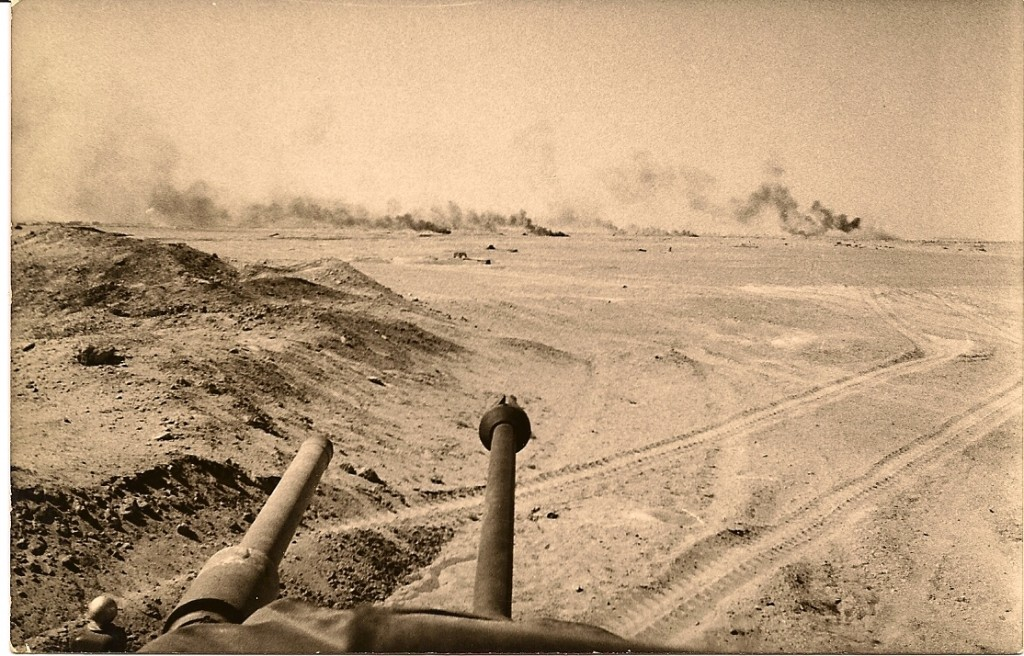
Вид из танка M60 600-й бригады во время битвы за «Китайскую ферму»

Четырёхдневный перерыв обе стороны использовали чтобы подтянуть резервы и отремонтировать повреждённые машины. В конце 13 октября 143-я дивизия занимала оборону возле Таса. На этом направлении египтяне начали наступление силами 1-й и 14-й бронетанковых бригад 21-й бронетанковой дивизии. К концу дня израильтяне остановили египетское наступление. Египтяне понесли тяжёлые потери, дивизия Шарона понесла небольшие потери.
15 октября Израиль решил пойти на прорыв к Суэцкому каналу через «Китайскую ферму» с целью навести мост на другой берег. На прорыв египетской 21-й бронетанковой дивизии пошли около 440 израильских танков 143-й и 162-й дивизий. Это была самая массированная и мощнейшая контратака, были задействованы примерно две трети от всех израильских танков оставшихся в Синае. Решающее сражение Судного дня началось вечером в этот день, в авангарде наступления на прорыв пошли 97 израильских танков (53 M60 и 44 M48) 14-й бригады, на их пути стояло 136 египетских танков Т-55 21-й дивизии. С самого начала наступления 14-я бригада начали нести тяжёлые потери, прорвавшись к деревне аль-Галаа израильские танки попали под фланговый огонь роты из 11 египетских Т-55 1-й бригады. Египетские танки уничтожили 25 «Паттонов», потеряв всего 2 Т-55. 87-му разведбатальону было получено задание атаковать с запада перекрёсток «Тиртур» — «Лексикон». Ценой потери 11 M60 и 25 танкистов, израильтяне отбили контратаку египетских Т-55 и пехоты. Танк командира батальона майора Йоава Брома получил попадание снаряда и взорвался, командир погиб. К утру 16 октября египетские танки разгромили 14-ю бригаду, бригада потеряла 70 танков из 97 и вынуждена была отступить к форту Лакекан. Командир израильской 162-й бронетанковой дивизии Генерал Адан приказал бросить все боеспособные танки к «Китайской ферме». В результате снова разгорелось огромное танковое сражение. Подкреплением для израильской 14-й бригады были более 300 танков в составе 600-й, 217-й, 500-й, 460-й и 421-й бригад, египетская 21-я дивизия не получила никаких подкреплений. 21-я дивизия смогла удержать израильтян до 2 часов дня 17 октября.

В ту самую секунду когда я отдал приказ, я почувствовал сильный удар в темноте. Сначала я подумал, что по нам попала ракета, но потом я понял, что в нас попал 100-мм снаряд из Т-55, стрелявшего с расстояния всего 40 метров. У нас было пять членов экипажа в танке, так как я отдал свой танк заместителю командира бригады. Заряжающий схватил меня за ногу и закричал «Командир мёртв!». Танк остановился и начал дымиться и гореть. Я приказал экипажу покинуть танк и не забыть карты и радиостанцию. Через считанное мгновение танк взорвался, башня взлетела в воздух и повернулась на 180 градусов, приземлившись обратно на погон. Я понял, что был ранен осколками и истекал кровью, но я должен был продолжать. Я был старшим офицером, в окружении более 20 сгоревших и подбитых танков и 20 — 30 выживших; Я должен был вести раненых танкистов и выжившую пехоту назад к нашим силам на юге. Пока я помогал выжившим среди нас начали падать миномётные снаряды, раненых становилось всё больше, в том числе наш единственный медик, которого мы теперь положили на носилки и несли.
— Командир роты 87-го разведбатальона капитан Эхуд Гросс о бое под «Китайской фермой»

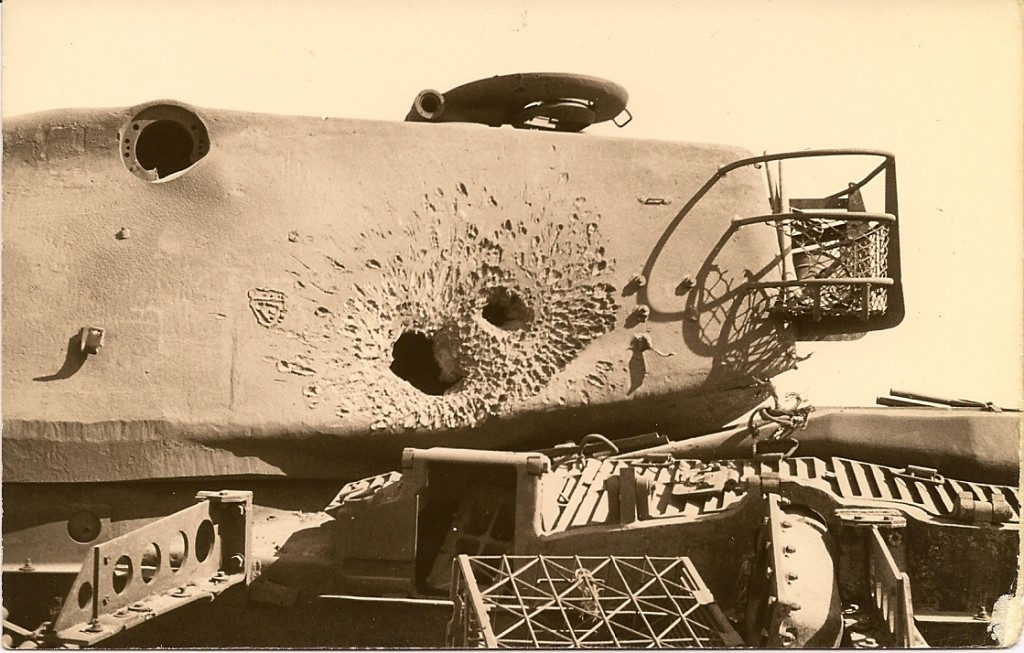
Попадания в борт израильского M60 600-й бригады

Днём 17 октября, когда 21-я дивизия уже была разгромлена, Садат разрешил отправить на помощь 25-ю танковую бригаду. В этом бою M60 впервые встретились в бою с новейшими советскими танками Т-62. 25-я бригада, участвовавшая в неудачной попытке ликвидировать израильскую угрозу правому флангу 2-й Армии на восточном берегу Суэцкого канала, попала в организованную израильтянами ловушку из частей трёх израильских бригад, включая M60 409-го, 410-го и 87-го батальонов. Египтянам ситуацию усугубило большое минное поле на которое они наехали и массовое применение израильтянами ПТУР TOW. В результате значительная часть бригады была уничтожена, по данным египетского историка Гаммал Хаммада бригада в этом бою потеряла 65 из 75 танков Т-62, ещё по одним египетским данным потери составляли «треть бригады», неясно это была разница безвозвратных потерь или что. По израильским данным было уничтожено 86 танков Т-62 из 96. Как отмечал начальник египетского генштаба аль-Шазли, «Наши экипажи сражались отчаянно, несмотря на все трудности. Но когда наступила ночь, лишь немногие выжившие вернулись к плацдарму Третьей армии». Израильские потери в этом бою составили по меньшей мере 4 танка — по разным данным, два при подрыве на минном поле и по одному от Т-62 и ПТУР «Малютка». Израильские исследователи утверждают что все четыре танка подорвались на минном поле, хотя где первый израильский танк был уничтожен огнём Т-62 никакого минного поля не было. Эхуд Гросс, командовавший одной из израильских рот в этом бою, отмечал, что M60 без проблем подбивали новые советские машины огнём своих 105-мм орудий.
В конце 17 октября израильские M60AVLB использовались для ремонта понтонного моста, сильно повреждённого египтянами.
К утру 18 октября битва под «Китайской фермой» завершилась. Командующий южным фронтом израильский генерал Исраэль Таль назвал эту битву самым жестоким танковым сражением во всей послевоенной истории. 3 израильских танковых батальона вооружённых танками M60 были расформированы и перестали существовать как самостоятельное соединение. 87-й разведбатальон потерял 17 танков M60 из 22, 407-й батальон потерял 22 танка M60 из 31, 196-й батальон также был разгромлен. В 600-й бригаде остался всего 41 боеспособный M60.
18 октября, перешедшие на другой берег израильские войска вели сражение за город Исмаилия.
21 октября произошёл последний крупный танковый бой израильских M60 с египетскими танками. 41 танк M60 (409-й батальон 15 и 410-й 26) 600-й бригады пошли на штурм Миссури, который обороняло 40 египетских танков 21-й дивизии. Израильтяне проиграли танковое сражение, потеряв 22 танка M60 410-го батальона (больше 50 человек личного состава батальона пострадало и было взято в плен, включая 24 убитых).
22 октября, за несколько минут до объявления перемирия произошёл последний бой танков M60 в войне, 139-й египетский отряд коммандос под командованием майора Ибрагима аль-Десуки и капитана Хамида Шарауи устроил засаду с гранатомётами РПГ-7 на последние израильские танки 87-го батальона. В результате засады три танка M60 и две бронемашины было уничтожено. Продвижение израильтян на крупный город было остановлено.
600-я бригада канал не форсировала и за несколько минут до объявления перемирия по её остаткам собранным возле Деверсуара попали две египетские баллистические ракеты Р-17 «Скад». Одна из ракет взорвалась посреди крупного скопления израильской техники. 7 танкистов из 410-го батальона 600-й бригады были убиты и неизвестное число было ранено.

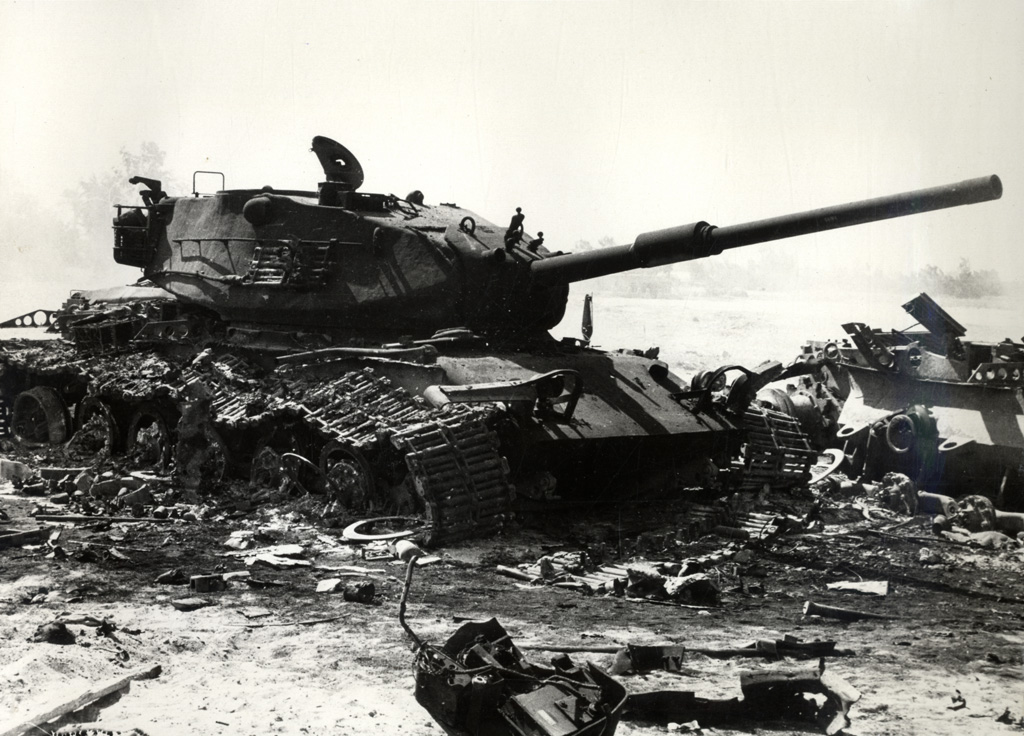
Уничтоженный израильский M60A1 в ходе войны Судного дня

Танки M60 применялись только на египетском фронте. До заключения перемирия Израиль задействовал 154 танка M60 (150 изначально и ещё 4 танка были получены в результате воздушного моста из США).
На конец войны, в 600-й бронетанковой бригаде осталось только 19 от 111 изначальных танков M60, погибло 119 или 120 человек личного состава.
Командир 600-й бригады Тувиа Равив в ходе войны не пострадал. Заместитель командира 600-й бригады подполковник Эхуд Бахар был ранен.
Командир 407-го батальона майор Одед Маоз был ранен, сменивший его майор Ишуа Бейтель был убит. Батальон был ликвидирован как соединение.
Командир 409-го батальона майор Узи Бен-Ицхак не пострадал. В батальоне осталось 15 танков.
Командир 410-го батальона подполковник Амном Мартон был ранен, сменивший его Эхуд Бахар был ранен. В батальоне осталось 4 танка.
Командир 87-го батальона подполковник Бен-Цион Кармели был убит, сменивший его майор Йоав Бром был тоже убит. Батальон был ликвидирован как соединение. Потери личного состава составили 45 убитых и 67 раненых.
Командир 196-го батальона подполковник Амрама Мицны был ранен. Батальон был ликвидирован как соединение. Потери личного состава неизвестны.
Часть танков M60 была брошена. Около 50 израильских M60 были захвачены египтянами.
Оценка применения
По итогам войны историки Министерства Обороны США сделали несколько выводов о боевой эффективности танков M60. Во первых отмечалось, что неправильное расположение боеукладки и топливных баков привело к высокому проценту безвозвратных потерь у данных танков. Также американцы сделали вывод, что силуэт танка M60 был неприемлемо большой и высокий, что сделало его удобной мишенью для арабских танкистов. Даже учитывая лучшие углы склонения орудия, M60 оказывался более заметным, чем советские танки. С положительной стороны отмечалась высокая подвижность M60.

### Эфиопия
Использовался Эфиопией для борьбы с повстанцами. Эфиопия была первой африканской страной, получившей эти на тот момент современные машины. Считалось что эти танки должны были возместить баланс бронетанковых войск между Сомали и Эфиопией в пользу Эфиопии. Перед войной с Сомали США поставили в Эфиопию 33 танка M60A1. Ещё 12 оплаченных эфиопами танков американцы не стали поставлять. В американских источниках встречается заявление что в 1974 году 72 танка M60 Эфиопия могла получить из Ирана.
Летом 1977 года во время боёв за город Кэбри-Дэхар в центре Огадена Фронт освобождения Западного Сомали захватил 7 эфиопских танков M60. В ходе боёв за Джиджигу были также захвачены танки M60.
Полные потери этих танков неизвестны. Известно что после окончания войны танков M60 в эфиопских вооружённых силах не осталось. Например, по состоянию на 1980 год у Эфиопии числилось ноль танков M60.

### Ирано-иракская война

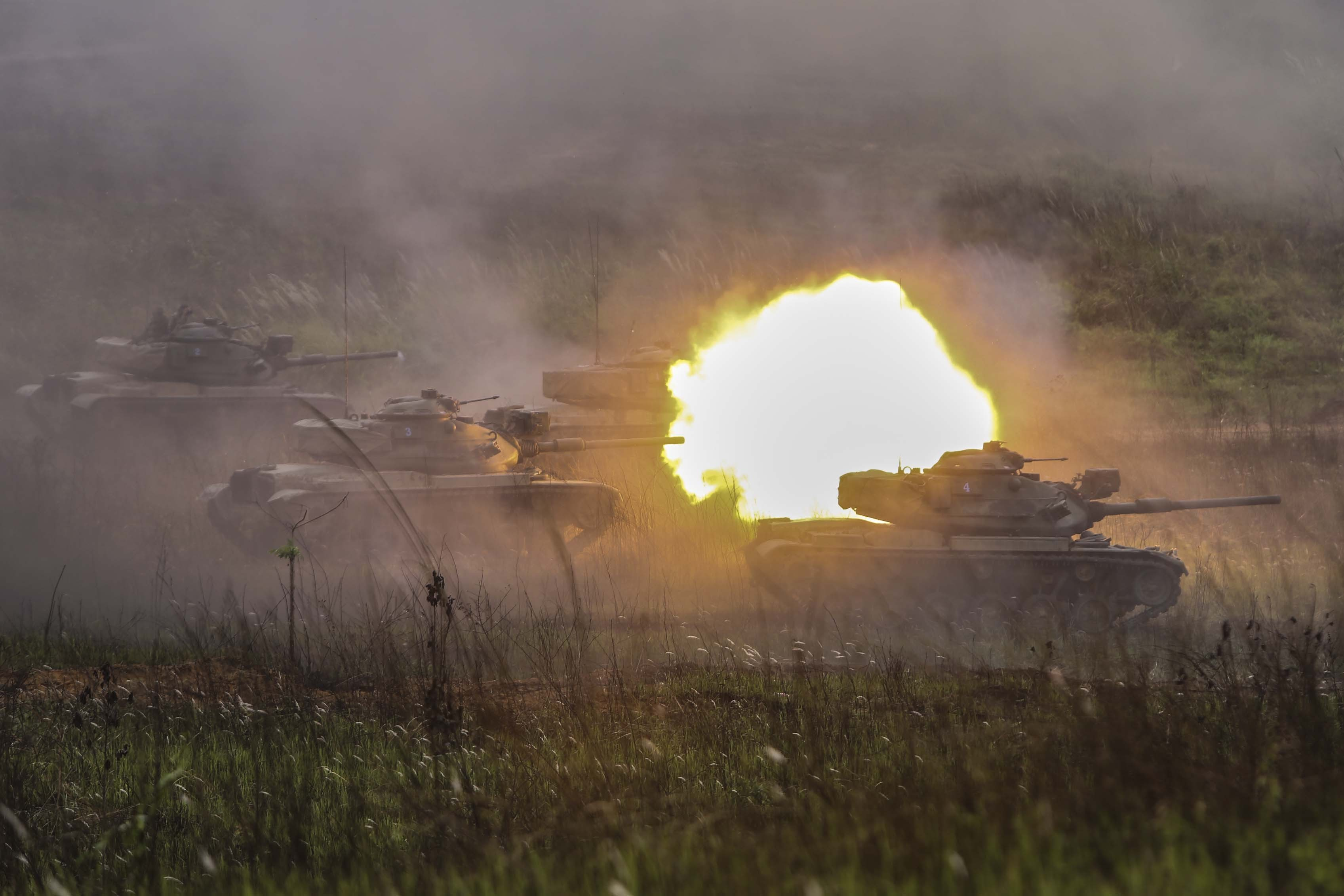

Следующим крупным конфликтом, где участвовали танки M60, стала ирано-иракская война. Всего в Иран было поставлено 460 (SIPRI) или 480 (NYT) танков M60. На 1980 год на вооружении ВС Ирана в 1980 году имелось 460 танков М60А1. Перед началом войны на границе с Ираком располагались три бронетанковых бригады M60A1 16-й бронетанковой дивизии (1-я в Казвине, 2-я в Сенджане, 3-я в Хамадане) и 291-й батальон 77-й пехотной дивизии располагался в Кхосаране.
В начале сентября 1980 года иранские M60 участвовали в перестрелках на иракской границе. 22 сентября несколько сотен иракских танков пересекли границу. Иранские M60 пытались безуспешно остановить их. 15 октября Иран попробовал начать контрнаступление, во главе которого шёл 291-й батальон. Не успев доехать до наземных иракских войск, батальон был разгромлен старыми иракскими штурмовиками, кроме того были уничтожены грузовики обеспечения оставив уцелевшие танки без горючего. 23 октября иорданские танковые специалисты приехали для изучения 50 танков M60, которые Ирак захватил у Ирана и предложил Иордании забрать их. 10 ноября на выставке трофейной техники в Багдаде демонстрировалось ещё 34 иранских танка M60. В начале декабря 1980 года появились первые сообщения что Ирак применяет захваченные танки M60 против их бывших владельцев.
5 января 1981 года иранская 16-я бронетанковая дивизия в составе 300 танков M60A1 и «Чифтен» вышла из города Сусенгерда и пересекла реку Каркхех. Иракцы узнали о выдвижении техники и подготовили оборону из 300 танков Т-62. 6 января началось крупнейшее танковое сражение войны. В результате сражения три иранские бронетанковые бригады были разгромлены, потери составили до 250 танков M60 и «Чифтен», Ирак потерял около 50 танков Т-62. Иранское контрнаступление остановилось. Вероятно, иранские M60 имели успехи в ходе контрнаступления в конце 1981 и 1982 годах, но подробная информация нигде об этом не писалась. После первых столкновений с танками Т-72 иранские танкисты получили указания вступать с ними в открытый бой только с не менее чем пятикратным численным преимуществом. 105 мм пушка M68 иранских M60 оказалась неспособна пробить лобовую броню иракских Т-72. К середине войны у Ирана осталось 200 танков M60A1. В марте 1986 года более 50 иракских МиГ-23 «накрыли» скопление иранской бронетехники в районе Ахфаза, полностью разгромив механизированную дивизию, вооружённую в основном М60 и М113. Всего в ходе войны Иран безвозвратно потерял более 300 M60, из которых около 150 были захвачены Ираком. Значительное число захваченных танков «Паттон» Ирак отправил в другие страны, в частности в конце октября 1980 года в Ирак прибыла группа иностранных танкистов чтобы изучить и забрать 50 танков M60 захваченных у Ирана, в другом известном случае, в 1988 году, было продано 36 трофейных M60.
Проблем с запчастями иранские M60 в ходе войны не испытывали, их в большом количестве поставляли Израиль, Республика Корея и Китайская Республика. Один израильский самолёт (CL-44), перевозивший запчасти для американских танков в Иран был сбит истребителями СССР.

### Война в Ливане

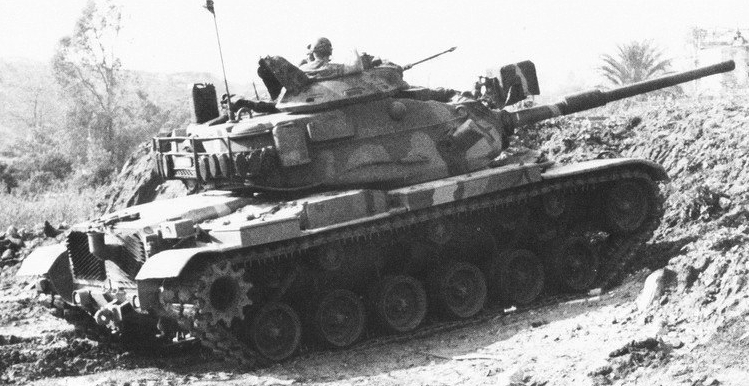

Израильские «Магахи» использовались в конфликте на границе с Ливаном в 1978 году.
Перед войной 1982 года Израиль имел 810 танков M60. Для вторжения в Ливан было задействовано 19 батальонов M60, больше чем танков других типов. Впервые в бою были использованы M60A3. Броня израильских «Паттонов» была модернизирована путём установки динамической защиты Blazer, которая повысила защищённость от кумулятивных боеприпасов. Для 105-мм пушки использовались снаряды нового типа, сделанные на основе 115-мм БОПС пушки У-5ТС «Молот».
6 июня Израиль начал наступление по трём направлениям: западном (220 танков), центральном (~150 танков) и в долину Бекаа (~900 танков) где располагались сирийские войска. Кроме того израильтянам поддержку оказывали 97 танков армии Южного Ливана. Сирийцы и ООП в Ливане имели 318 танков. На западном направлении начала наступление 211-я бронетанковая бригада, вооружённая M60 и новейшими Меркава. К исходу дня бригада обошла Тир и её часть приготовилась к штурму города, потери составили не менее 2 M60 подбитыми и 1 сожжённый «Паттон» замкома бригады. Экипажи подбитых танков были спасены благодаря динамической защите.
На следующий день начались тяжёлые бои за Сайду. Под Дамуром израильские M60 попали в противотанковую засаду. В бою M60 211-й бригады с сирийскими Т-62 85-й бригады были подбиты 7 сирийских танков, израильтяне потерь не понесли.
9 июня в ходе перестрелки израильских M60 196-го батальона и Меркав 198-го у Аин-а-Тина, огнём Магахов была уничтожена одна Меркава, в свою очередь Меркавы уничтожили 3 M60, погибли 5 танкистов, включая командира 196-го батальона и 2 ранено.
10 июня в пригороде Бейрута экипаж M60 под командованием Ури Хохштетера уничтожил в одном бою семь сирийских Т-62. В тот же день началось самое крупное танковое сражение войны. Три израильские дивизии атаковали позиции 76-й и 91-й сирийских бронетанковых бригад в долине Бекаа. В одной из первых атак израильтяне уничтожили две роты Т-62, потеряв 9 M60. Сирийцы оказались в окружении. На помощь им выдвинулись элитные части 1-й бронетанковой дивизии из Дамаска. Им удалось прорвать окружение, уничтожив несколько рот израильских M60, практически без потерь со своей стороны. Сирийцы стали выходить из окружения в сторону Дамаска, а израильские танки подверглись жестоким налётам сирийской авиации. 2 M60 880-й дивизии было уничтожено при попытке прорыва окружения 362-го батальона у Султан-Якуб.
По израильским данным, за первый период войны было выведено из строя 80 танков M60 и M48. Уровень безвозвратных потерь «Паттонов» был наивысшим среди всех используемых Израилем танков.
После 14 июня израильские танки участвовали в осаде Бейрута. Для неё использовалось 500 израильских танков, в основном M60.
По данным западных источников, за весь период 80-х годов конфликта в Ливане потери танков M60 оценивались как тяжёлые, танки несли потери в том числе от подрывах на СВУ и минах.
В 1983 году в ходе операции в Ливане США задействовало около 100 танков M60A3.

### Война в Персидском заливе

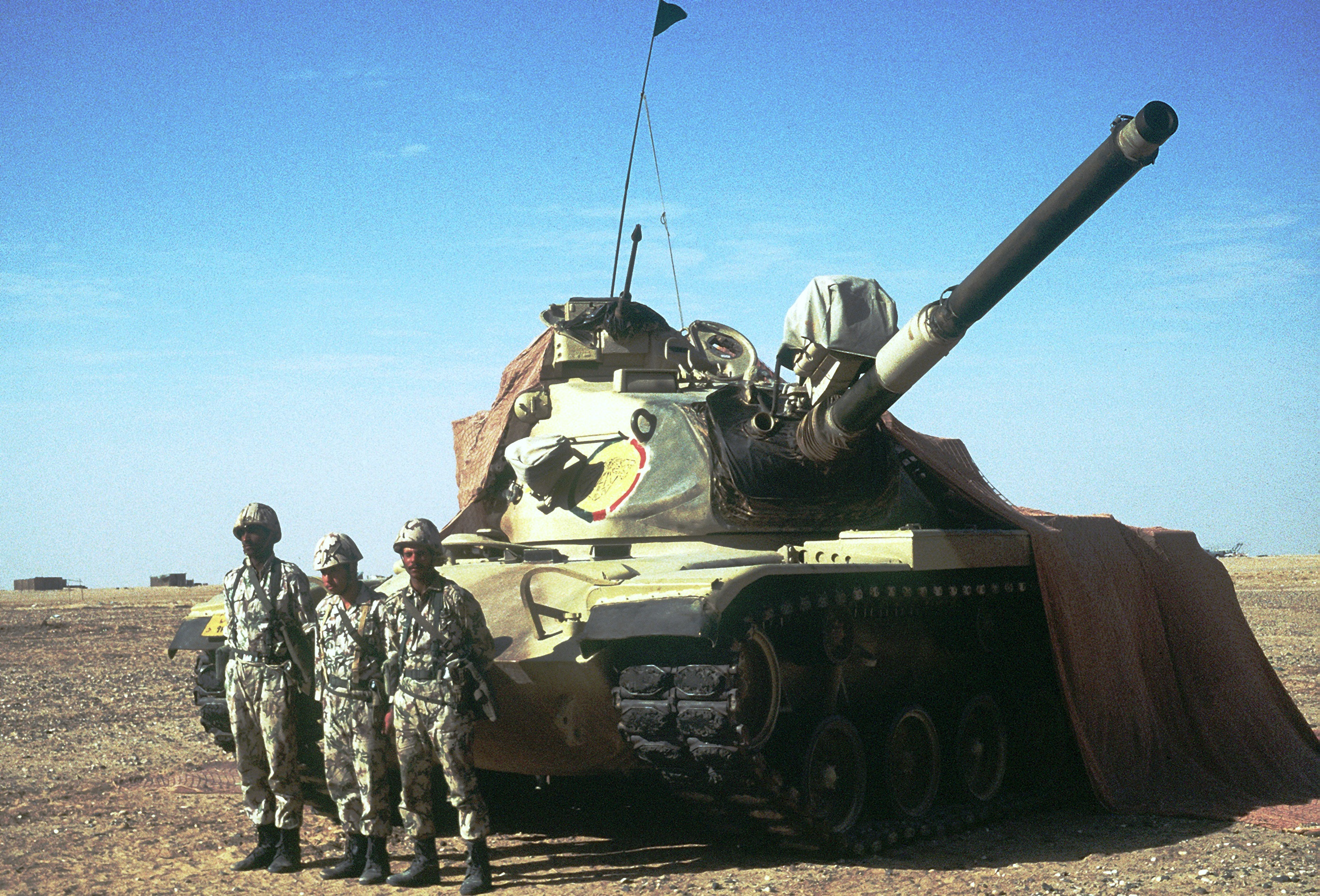
Египетский M60 во время операции «Щит пустыни»

17 августа 1990 года, после захвата Кувейта Ираком, 33 танка M60A3 1-го танкового батальона КМП США прибыли в Дахран в Саудовской Аравии. Там они присоединились к 3-му танковому батальону. Ожидаемое нападение со стороны Ирака так и не последовало. В сентябре танки участвовали в учебных стрельбах. Одним из преимуществ перед новыми танками M1 «Абрамс», вооружёнными 120 мм пушками, считалось наличие осколочно-фугасных снарядов. Одной из проблем являлась малая пригодность к пустынным условиям: когда танки одного из саудовских батальонов прошли в пустыню, 60 % из них лишилось подвижности из-за забитых воздушных фильтров. Всего США передислоцировали в Саудовскую Аравию 277 танков M60. Саудовская Аравия имела около 250 танков M60A3 и M60A1, Египет передислоцировал около 450 танков M60A3 и M60A1. Таким образом, антииракская коалиция имела около 1000 танков M60. Около 100 танков M60A1 имели Сухопутные войска Ирака.
Первые столкновения с участием танков M60 произошли во время сражения за город Хафджи в Саудовской Аравии. Иракские бронетанковые части, вооружённые в том числе танками M60A1, 29 января захватили город. 1 февраля бронетанковые силы Саудовской Аравии и Катара при поддержке авиации многонациональных сил отбили Хафджи. Саудовские M60A3 подбили несколько иракских танков Type-59. О подробностях использования иракцами информация малоизвестна.
США в ходе операции «Буря в пустыне» по заявлениям танкистов американские M60 подбили около 140 иракских танков, в основном Т-55 и Т-62, но также по крайней мере пять Т-72. Благодаря использованию приборов ночного видения M60 поражали Т-72 на дистанции 3000 метров. В танковых боях M60 не понесли никаких потерь, не было ни одного попадания в них вражеского танкового снаряда или противотанковой ракеты. Также они участвовали в инцидентах «дружественного огня». В одном из них танки открыли огонь по американской колонне, уничтожив 1 бронемашину AAV, 1 грузовик и убив 1 морпеха. В других инцидентах M60 поразили ещё два американских AAV. В ходе операции 10 танков M60 было потеряно при подрывах на минах, четыре были отремонтированы.

### Йемен
В 1989 году на вооружении армии Северного Йемена имелось 64 танка M60A1. Они встали на вооружение 1-й бронетанковой дивизии под командованием генерала Али Мохсин аль-Ахмара.
В 1990 году Северный и Южный Йемен объединились. Одним из принципов объединения было смешение северных и южных воинских частей друг с другом. Северяне перед объединением имели от 715 до 800 танков, включая более 200 M60, южане — от 480 до 530 танков.
27 апреля на территории военной базы Амран в северной части страны располагались 1-я бронетанковая бригада северян (M60A1 и Т-55) и 3-я бронетанковая бригада южан (Т-62 и Т-55), в общей сумме около 200 танков, при этом у южан имелось на 30 % танков больше. По данным американского журналиста Тима Макинтоша в тот день южане первыми открыли огонь из танков по северянам, по данным английского журналиста Майка Келли первыми открыли огонь танки северян. В результате завязалась танковая битва, танки и орудия стреляли друг в друга буквально «в упор». Битва закончилась через 20 часов, десятки танков были подбиты, обе стороны потеряли 79 человек убитыми. Отдельные танковые дуэли продолжались до 30 апреля. Танки южан потерпели поражение потеряв по западным данным 60 машин, потери северян неизвестны. Местное население, члены Бакильской конфедерации поддержали южан, уничтожив 13 танков северян. По арабским данным в этом сражении у обеих сторон было убито и ранено более 450 человек, более 150 танков и 22 САУ было уничтожено, 159 зданий было разрушено танковым огнём.
10 мая в районе провинции Лахиж (Южный Йемен) бригада «Аббуд» южан нанесла поражение бригаде «аль-Хамза» и частям республиканской гвардии северян. 2-я бронетанковая бригада северян потеряла около 25 танков в этом бою. 14 мая колонна танков северян застряла в пустыне возле Баб аль-Мандиба и была полностью уничтожена огнём корабельной артиллерии южан. 20-я бригада северян, располагавшаяся в городе Мукайрас, была разгромлена 30-й бригадой южан, а её бронетехника стала трофеями. Однако, уже 16 мая подразделения 8-й бригады Специального назначения северян нанесли поражение 30-й бригаде и взяли Мукайрас. 20 мая северяне взяли военную базу аль-Анад и возле порта Ирках разгромили бригаду южан «Салах аль-Дин», которая потеряла много техники в этом бою. Наступление на Лахиж давалось северянам довольно медленно, лишь в первой неделе июня, при поддержке исламистских боевиков северянам удалось захватить город. К началу июля силы южан истощились и они капитулировали. Танки 1-й дивизии генерала Али Мохсина сыграли решающую роль в победе северян в войне. Количество танков потерянных в войне точно неизвестно, официальные лица бывшего Южного Йемена оценивали потери северян в несколько сотен танков.
С 2004 года правительственные M60 принимали участие против вооружённых формирований Хуситов. Неизвестное число танков йеменской армии было потеряно.
К 2014 году большая часть танков M60 была потеряна в войне 1994 года и в боях с Хуситами, в строю оставалось лишь около 50 таких машин.
С 2014 года принимают участие в гражданской войне. В 2015 году в Йемен вторглись несколько сотен саудовских M60. За первые три года было потеряно более 50 танков M60. Один из М60 был уничтожен огнём танка Т-80БВ.

### Турция
С 1980-х годов турецкие M60 принимают участие в турецко-курдском конфликте.
В 1992—1994 годах Турция активно использовала танки M60 и M48 для подавления курдских восстаний в турецком городе Джизре. Также применялись танки «Леопард-1» но в меньших количествах.
В конце 2007 года 60 турецких танков M60 вторглись в Ирак в ходе операции «Солнце».
В феврале 2015 года 39 турецких M60 вторглись в Сирию.
На 2016 год у Турции имелось 658 M60A3TTS, 104 M60A1 RISE и 170 модифицированных Израилем M60T Sabra, всего 932 танка.
В апреле 2016 года турецкие танки M60 вторглись в Ирак, один танк был подбит.
В январе 2016 года курды на территории Турции уничтожили один M60, ещё два в мае и один в июле.
В июле 2016 года M60 лоялистов участвовали в подавлении турецкого восстания, военные подразделения на стороне восставших задействовали 74 танка.
Турецкие M60 принимают участие в ходе вторжения в Сирию с августа 2016 года, было подбито и уничтожено около 20 турецких M60T, в связи с тем что «Сабры» зачастую не выдерживали попадания одной ПТУР, Турция стала заменять участвовавшие в Сирии танки M60T на Леопард-2. Однако заявления турецкого командования что «Леопард-2» не так легко уничтожить как M60 не оправдались, в первом же бою была уничтожена целая рота «Леопардов». 26 апреля 2017 года на границе по направлению к сирийскому городу Африн курды с помощью ПТУРов уничтожили 4 турецких танка.
В январе 2018 начался второй этап турецкого вторжения в Сирию. В этот раз турецкие M60 поддерживали наступление ССА на контролируемый курдами город Африн. Город удалось захватить, при этом было потеряно несколько танков M60 и Леопард-2. Известно что повреждения получили не менее 1 M60T и 3 M60A3TTS (1 или 2 безвозвратно).
В марте 2018 года Турция произвела очередное вторжение на территорию Ирака. Вторжение поддерживали танки M60. 26 января 2019 года курдское население разгромило военную базу Турции в иракском городе Шаладзе. Атака проводилась невооружённым местным населением, изначально турецкие солдаты открыли огонь на поражение, после чего убежали с базы. На брошенной базе курды сожгли два турецких танка, ещё один M60 был захвачен и угнан.
9 октября 2019 года турецкие танки М60 в очередной раз вторглись на территорию Сирии (операция «Источник мира»). Всего для операции отведено до 700 танков M60 и Леопард-2, из которых не меньше 150 пересекли границу.
В начале 2020 года турецкие танки совершили очередное вторжение на территорию Сирии на территорию провинции Идлиб. 3 февраля возле города Тафтаназ турецкие танки впервые встретились с армией Сирии. В результате сирийского удара был уничтожен турецкий конвой, в том числе 1 турецкий танк M60, не считая другой бронетехники и автотранспорта. 20 февраля в ходе неудачного наступления на сирийский город Нейраб было подбито 3 турецких танка. 2 марта в Серакибе был подбит 1 турецкий M60. В сумме это даёт не менее 5 подбитых M60. Из них безвозвратные потери танков турецкой армии составили 3 единицы.
2 июля 2020 года турецкий танк М60A3 был уничтожен курдским женским расчётом ПТРК в городе Семдинли провинции Хаккари.

### Конфликт на Синайском полуострове
В 1990 году США передали Египту 700 танков M60. Танки были переданы бесплатно, вместо цены 1,3 миллиона долларов за единицу, Египет только заплатил за их транспортировку.
M60A3 применяется египетской армией в ходе конфликта в Синае с 2014 года.
9 июля 2014 года египетский танк подорвался на СВУ возле Рафаха, один египетский солдат погиб, ещё несколько было ранено. Один танк был потерян в боях с террористами в конце 2014 года.
В 2015 году для создания буферной зоны безопасности на границе севера Синая танки M60 использовались для уничтожения жилых домов. 6 египетских M60 было уничтожено в конце 2015 года, из них по меньшей мере один был уничтожен попаданием ПТУР «Корнет».
В марте 2017 года сообщалось об уничтожении одного M60 с помощью СВУ. 26 июля 2017 года на улице города Эль-Ариш к колонне египетских войск во главе с танком M60 подъехал заминированный гражданский автомобиль. Египетским танкистам удалось раздавить автомобиль прежде чем террорист привёл взрывное устройство в действие. Указывалось, что благодаря решительным действиям экипажа удалось спасти жизни почти 50 человек.
Несколько египетских M60 было уничтожено (не меньше 2) и выведено из строя в марте 2018 года. Ещё 1 M60 был уничтожен 22 сентября возле Рафаха.
16 февраля 2019 года 1 M60 был захвачен и позже уничтожен на блокпосте в Аль-Сафа.
4 февраля 2020 года в районе Шейх-Зувейда был уничтожен 1 танк M60.
На начало 2020 года по отрывочным данным было уничтожено и подбито около 15 танков данного типа, однако это число может быть не полным.

### Камбоджийско-тайский пограничный конфликт
В июле 2025 года во время пограничного конфликта между Тайландом и Камбоджей танки M60A3 попробовала применить тайская сторона и потеряла один из них.

### Другие конфликты

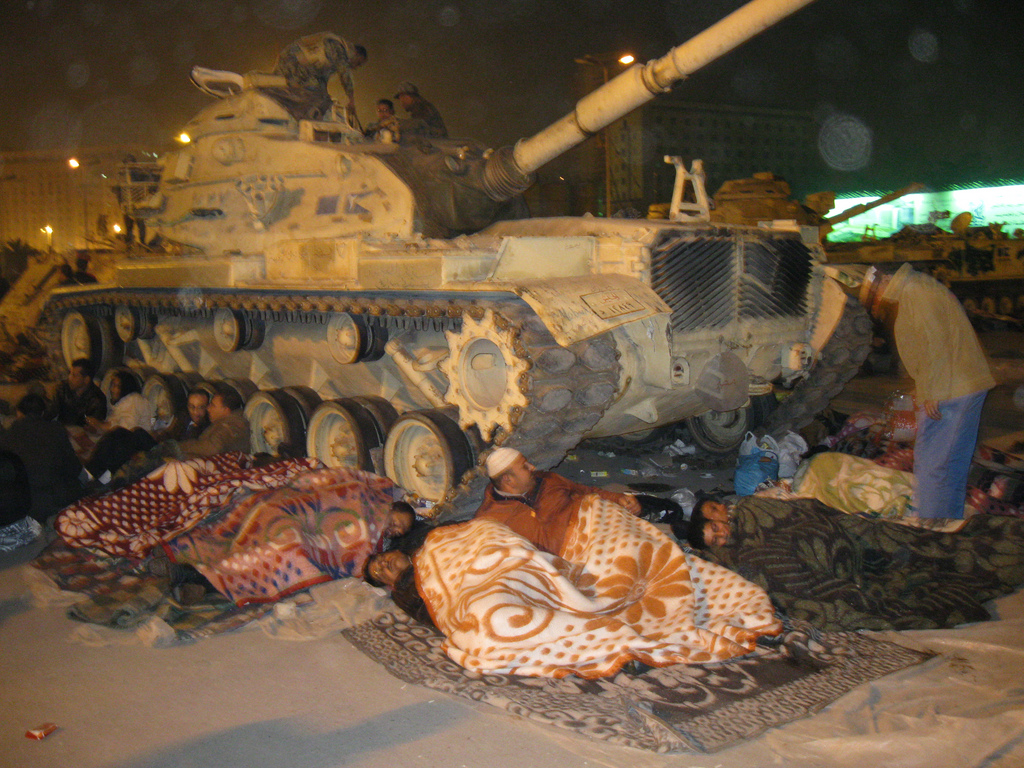
Спящие манифестанты у танка M60, Египетская революция 2011, Каир

В 1997 году два израильских M60 «Магах 6B» и один «Магах 7С» были подбиты противотанковыми ракетами, выпущенными боевиками организации «Хезболла». К этому времени динамическая защита Blazer оказалась неспособна защитить танк от современных БПС, также как и от кумулятивных, таких как ПТРК «Фагот».
15 февраля 2003 года, в Газе, в результате подрыва на мине, был уничтожен израильский танк M60 «Магах 7C», весь экипаж, четыре человека, погиб.
- Октябрьская арабо-израильская война (1973, Израиль)
- Ирано-иракская война (1980—1988, Иран)
- Ливанская война (1982, Израиль)
- Вторжение США на Гренаду (1983, США) — принимали участие пять танков М60А1 корпуса морской пехоты США.
- Война в Персидском заливе (1991, США, Египет, Саудовская Аравия)
- Миротворческая операция ООН в Сомали (1992—1995, Италия)
- Вооружённый конфликт в Йемене (2014—2015) (2014-, Йемен, Саудовская Аравия)
- Гражданская война в Судане (2023)

## Интересные факты

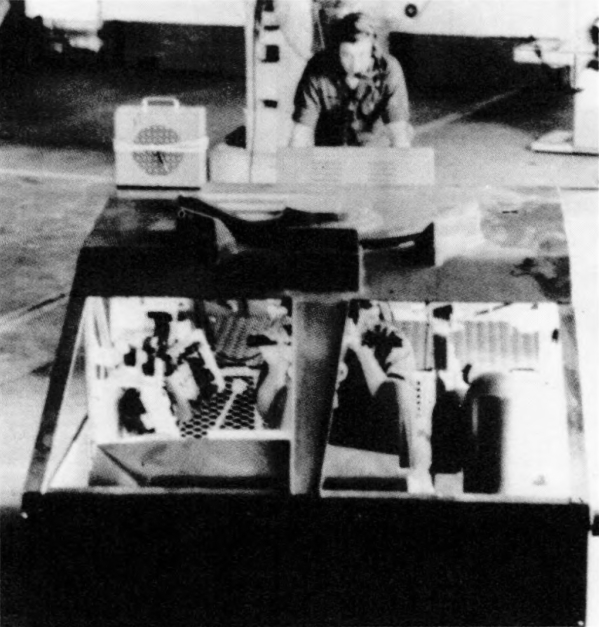
Тренажёр для подготовки членов экипажей танков M60

- Имеется неподтверждённая информация, за авторством американского историка Стивена Залоги, что один из первых поставленных в Иран танков был угнан иранцем в Советский Союз.[154]
- Один M60A1, захваченный египтянами в ходе войны Судного дня, был отправлен советскими специалистами в СССР. Танк был буквально «с завода», успел проехать всего несколько километров. M60 был на полном ходу, только со сломанным механизмом поворота башни. Египтяне первоначально не хотели отдавать танк, но после получения сведений о возможном ограничении поставок вооружения из СССР, он был отправлен.[155]
- В статье NI «Meet the Patton: Why the M60 Tank Is Still A Killer After Decades on the Battlefield» американский эксперт Себастьян Роблин рассказывал как в войне Судного дня израильские танки M60 на Голанских высотах остановили наступление свыше 3000 сирийских танков[156]. Стоить заметить что ни одного M60 на Голанских высотах не было[157], также как и у сирийцев было намного меньше чем 3000 танков[158].
- 4 ноября 1980 года возле Хоэнфельса в Западной Германии во время передислокации на эшелоне американских танков M60A3 3-го батальона 32-го танкового полка танкисты напились и устроили танковый бой[нет в источнике] на двух машинах прямо на поезде. Капрал Хардгрув подбил танк товарищей, капрал Монтоя и капрал Ромеро погибли, сержант Йонг и рядовой Парк были тяжело ранены.[159]
- 17 мая 1995 года житель города Сан-Диего (США), 35-летний безработный и наркозависимый Шон Нельсон, угнал из ангаров Национальной гвардии штата Калифорния танк M60. На нём он устроил беспредел на улицах города, сметая всё на своём пути и удирая от полицейских. 40 автомобилей было раздавлено, ранения получили мать с ребёнком, когда танк протаранил их фургон. 22 минуты понадобилось полицейским, чтобы поймать нарушителя и расстрелять его.[160][161]

## Сравнение с аналогами
| Сравнение основных характеристик танков первой половины 1960-х годов |                                                         | |                                                          |                                                                               |                                                                               |                                                                                  |                                                                |
|                                                                      | Тип 61                                                  | Т-55А / Тип 59-I | Pz 61                                                    | M60                                                                           | M60А1                                                                         | «Центурион» Mk.12                                                                | Т-10М                                                          |
| Общие данные                                                         |                                                         | |                                                          |                                                                               |                                                                               |                                                                                  |                                                                |
| Экипаж                                                               | 4                                                       | 4 | 4                                                        | 4                                                                             | 4                                                                             | 4                                                                                | 4                                                              |
| Боевая масса, т                                                      | 35,0                                                    | 36,5 / 36,0 | 38,0                                                     | 46,2                                                                          | 47,6                                                                          | 51,0                                                                             | 50,0                                                           |
| Ширина, м                                                            | 2,95                                                    | 3,27 | 3,06                                                     | 3,63                                                                          | 3,63                                                                          | 3,36                                                                             | 3,51                                                           |
| Высота, м                                                            | 2,49                                                    | 2,40; 2,59 | 2,72                                                     | 3,26                                                                          | 3,26                                                                          | 2,94                                                                             | 2,59                                                           |
| Приборы ночного видения                                              | —                                                       | ПНВ механика-водителя и командира, ночной прицел                                                                      | —                                                        | ПНВ механика-водителя и командира, ночной прицел                              | ПНВ механика-водителя и командира, ночной прицел                              | ПНВ механика-водителя и командира, ночной прицел                                 | ПНВ механика-водителя и командира, ночной прицел               |
| Система защиты от ОМП                                                | —                                                       | коллективная, с противорадиационным подбоем / —                                                                       | —                                                        | коллективная                                                                  | коллективная                                                                  | —                                                                                | —                                                              |
| Вооружение                                                           |                                                         | |                                                          |                                                                               |                                                                               |                                                                                  |                                                                |
| Марка пушки                                                          | 90-мм Тип 61                                            | 100-мм Д-10Т | 105-мм Pz.Kan.61                                         | 105-мм M68                                                                    | 105-мм M68                                                                    | 105-мм L7A1                                                                      | 122-мм М-62-Т2                                                 |
| СУО                                                                  | перископический прицел (6×), оптический дальномер       | телескопический прицел (3,5/7×), стадиаметрическая шкала, двухплоскостной стабилизатор / одноплоскостной стабилизатор | перископический прицел, оптический дальномер             | перископический прицел (8×), оптический дальномер, баллистический вычислитель | перископический прицел (8×), оптический дальномер, баллистический вычислитель | перископический прицел (8×), пристрелочный пулемёт, двухплоскостной стабилизатор | телескопический прицел Т2С-29-14, двухплоскостной стабилизатор |
| Боекомплект пушки                                                    | 50                                                      | 43 / 44 | 52                                                       | 63                                                                            | 63                                                                            | 70                                                                               | 30                                                             |
| Пулемёты                                                             | 1 × 12,7-мм M2 HB, 1 × 7,62-мм M1919A4                  | 2 × 7,62-мм ПКТ / 1 × 12,7-мм Тип 54 2 × 7,62-мм Тип 59                                                               | 1 × 20-мм «Эрликон» 5TGK, 1 × 7,5-мм MG 51               | 1 × 12,7-мм M2 HB, 1 × 7,62-мм M73                                            | 1 × 12,7-мм M2 HB, 1 × 7,62-мм M73                                            | 1 × 12,7-мм L21, 1 × 7,62-мм M1919A4                                             | 2 × 14,5-мм КПВТ                                               |
| Бронирование, мм                                                     |                                                         | |                                                          |                                                                               |                                                                               |                                                                                  |                                                                |
| Верхняя лобовая деталь                                               | 55 / 60° (110)                                          | 100 / 60° (200) | 60 /                                                     | 93 / 65° (220)                                                                | 109 / 65° (258)                                                               | 121 / 57° (222)                                                                  | 120 / (55°+40°) (270)                                          |
| Нижняя лобовая деталь                                                | н/д                                                     | 100 / 55° (174) | н/д                                                      | 85—143 / 55° (148—249)                                                        | 85—143 / 55° (148—249)                                                        | 76 / 46° (109)                                                                   | 120 / 50° (186)                                                |
| Лоб башни                                                            | 114                                                     | (200—216) | 120                                                      | 178 / 0°                                                                      | (254)                                                                         | 200 / 0°                                                                         | (250)                                                          |
| Борт корпуса                                                         | 30                                                      | 80 / 0° | н/д                                                      | (51—74)                                                                       | (51—74)                                                                       | 51 / 12° + 10 (52+10)                                                            | 80 / 0°—62°                                                    |
| Борт башни                                                           | н/д                                                     | (160—172) | н/д                                                      | (140)                                                                         | (140)                                                                         | 112 / 0…10° (112…114)                                                            | (200—208)                                                      |
| Подвижность                                                          |                                                         | |                                                          |                                                                               |                                                                               |                                                                                  |                                                                |
| Тип двигателя                                                        | V-образный, дизельный, воздушного охлаждения, 600 л. с. | V-образный, дизельный, жидкостного охлаждения, 580 л. с. / 520 л. с.                                                  | V-образный, дизельный, жидкостного охлаждения, 630 л. с. | V-образный, дизельный, воздушного охлаждения, 750 л. с.                       | V-образный, дизельный, воздушного охлаждения, 750 л. с.                       | V-образный, карбюраторный, жидкостного охлаждения, 650 л. с.                     | V-образный, дизельный, жидкостного охлаждения 750 л. с.        |
| Удельная мощность, л. с./т                                           | 17,1                                                    | 15,9 / 14,4 | 16,6                                                     | 16,2                                                                          | 15,8                                                                          | 12,5                                                                             | 15,0                                                           |
| Тип подвески                                                         | индивидуальная торсионная                               | индивидуальная торсионная                                                                                             | индивидуальная на тарельчатых пружинах                   | индивидуальная торсионная                                                     | индивидуальная торсионная                                                     | сблокированная попарно пружинная                                                 | индивидуальная торсионная                                      |
| Максимальная скорость по шоссе, км/ч                                 | 45                                                      | 50 | 55                                                       | 48                                                                            | 48                                                                            | 34                                                                               | 50                                                             |
| Запас хода по шоссе, км                                              | 200                                                     | 500—715 / 440—600 | 300                                                      | 480                                                                           | 480                                                                           | 190                                                                              | 350                                                            |
| Удельное давление на грунт, кг/см²                                   | 0,95                                                    | 0,81 | 0,85                                                     | 0,77                                                                          | 0,78                                                                          | н/д                                                                              | 0,77                                                           |

## В массовой культуре
Танк был представлен в 4 сезоне 8 серии сериала «Ходячие мертвецы»
В мультфильме Летающий корабль-призрак танк M60 появляется перед нападением гигантского робота, давя в суматохе автомобили на улицах города.
В фильме «Добровольцы поневоле» («Stripes»)1981 года М60А1 появляются в сценах на военной базе, а также изображают советские танки во второй половине фильма.

### Стендовый моделизм
Танк M60 широко представлен в стендовом моделизме.
В масштабе 1/35 танк представлен в модификации М60А3 с навесной динамической защитой для Корпуса Морской пехоты США производства японской фирмы Tamiya (Япония).
Также его в модификациях M60, M60A1, M60A2, M60A3/TTS с и без навесной динамической брони и с разнообразным навесный оборудованием предлагают фирмы: Academy (Южная Корея), Takom, AFV club и Dragon (Китай).
В масштабе 1/72 танк представлен немецкой фирмой Revell AG в следующих модификациях: M60A1 with ERA (#03168), M60A3 (#03140) и M60A3 with M9 dozer blade (#03175).

## В компьютерных играх
М60 встречается в играх: War Thunder, World of Tanks,World of Tanks Blitz/Tanks Blitz,Armored Warfare, World in Conflict, Steel Beasts, Карибский кризис, а также в серии Wargame.
В игре Operation Flashpoint: Cold War Crisis / ArmA: Cold War Assault: средний танк ВС США.